# Rupel
Pour les articles homonymes, voir Rupel (homonymie).
 (juillet 2014).
Si vous disposez d'ouvrages ou d'articles de référence ou si vous connaissez des sites web de qualité traitant du thème abordé ici, merci de compléter l'article en donnant les références utiles à sa vérifiabilité et en les liant à la section « Notes et références ».
Le Rupel est une rivière de Belgique affluent de l'Escaut de rive droite. Il coule entièrement dans la province d'Anvers en Région flamande.

## Géographie
Le Rupel est formé par la confluence de la Dyle et de la Nèthe à Rumst. Il parcourt 12 kilomètres jusqu'à son confluent avec l'Escaut. 
Le Rupel est navigable. Il donne accès depuis l'Escaut au canal Louvain-Dyle et est longé sur sept kilomètres par canal maritime de Bruxelles à l'Escaut, élément du canal ABC (Anvers-Bruxelles-Charleroi).

## Communes traversées
- Rumst, Boom, Niel, Schelle